# Sao Tomé-et-Principe aux Jeux olympiques d'été de 2000
Sao Tomé-et-Principe a envoyé 2 athlètes aux Jeux olympiques de 2000 à Sydney en Australie.

## Résultats

### Athlétisme

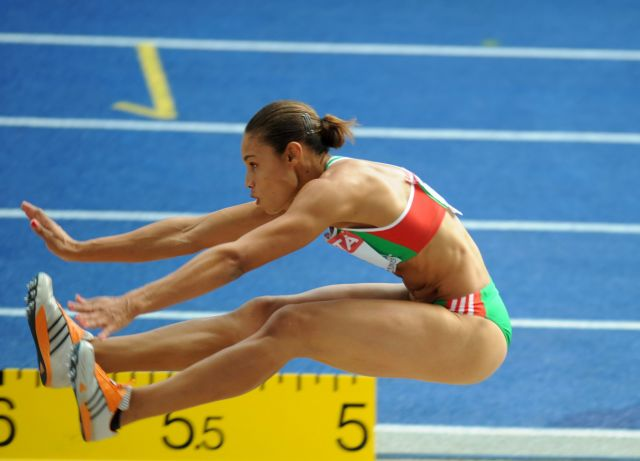
Naide Gomes aux Championnats du monde d'athlétisme 2009.

110m Haies Hommes
- Arlindo Pinheiro
  - 1er tour : 15 s 65

100m Haies Femmes
- Naide Gomes
  - 1er tour : 14 s 43